# Potim
Potim este un oraș în São Paulo (SP), Brazilia.